# Gypsophila torulensis
Gypsophila torulensis är en nejlikväxtart som beskrevs av Koç. Gypsophila torulensis ingår i släktet slöjor, och familjen nejlikväxter. Inga underarter finns listade i Catalogue of Life.